# Jean-François Mattei
Jean-François Mattei (ur. 14 stycznia 1943 w Lyonie) – francuski lekarz i polityk, parlamentarzysta, w latach 2002–2004 minister zdrowia, od 2004 do 2013 prezes Francuskiego Czerwonego Krzyża.

## Życiorys
Absolwent filozofii, podjął następnie studia medyczne, w 1974 specjalizując się w zakresie genetyki medycznej i pediatrii i doktoryzując się w 1979. Od 1968 zawodowo związany ze szpitalami w Marsylii, w 1981 został profesorem w szpitalnym centrum uniwersyteckim w tym mieście. W latach 90. był członkiem CCNE, krajowego komitetu doradczego do spraw bioetycznych. Pełnił też funkcję doradcy Światowej Organizacji Zdrowia. Od 2000 członek Académie nationale de médecine.
Działał w Unii na rzecz Demokracji Francuskiej i następnie w Unii na rzecz Ruchu Ludowego. W 1989 po raz pierwszy został wybrany w skład Zgromadzenia Narodowego, w którym zasiadał do 2002, trzykrotnie uzyskując poselską reelekcję (1993, 1997, 2002) w departamencie Delta Rodanu. Pełnił także różne funkcje w administracji regionalnej. Był radnym Marsylii (1983–2008), radnym departamentu Delta Rodanu (1985–1998) i radnym regionu PACA (1998–2002).
Od maja 2002 do marca 2004 sprawował urząd ministra zdrowia, rodziny i osób niepełnosprawnych w dwóch gabinetach, na czele których stał Jean-Pierre Raffarin.
W latach 2004–2013 pełnił funkcję prezesa Francuskiego Czerwonego Krzyża.